# Любовникът на лейди Чатърли
Любовникът на лейди Чатърли е роман на Д. Х. Лорънс, първоначално публикувана през 1928. Първото издание е отпечатано частно във Флоренция, Италия със сътрудничеството на Пино Ориоли; той не е можело да бъде публикуван открито в Обединеното Кралство до 1960. (Частно издание е публикувано от Inky Stephensen's Mandrake Press през 1929.) Книгата много скоро става известна, заради историята на физическа връзка между мъж от работническата класа и жена от аристокрацията, експлицитните описания на секса и използването на тогавашни-непристойни за печат думи.
Вярва се, че историята произлиза от нещастния частен живот на Лорънс и че той получава вдъхновение за художественото оформление на книгата от Ийстууд, Нотингамшир, където той израства. Според някои критици, забежките на Лейди Отолайн Морел с „Тигъра“, млад каменоделец, който идва, за да издълбае/извае плинтове за нейните градински статуи, също повлиява на историята. По това време Лоурънс възнамерява да именува романа Нежност и прави значителни изменения в текста и сюжета в процеса на неговото довършване. Той е публикуван в три различни версии.

## Въведение в сюжета
Историята се отнася за млада омъжена жена, Констанс (Лейди Чатърли), чийто мъж от висшата класа, Клифърд Чатърли, е парализиран и се оказва импотентен. Нейната сексуална фрустрация я води в афера с пазачът на дивеч, Оливър Мелърс. Романът се отнася до осъзнаването на Констанс, че тя не може да живее само духовно; тя трябва да бъде жива и физически.

## Теми
В Любовникът на лейди Чатърли, Лорънс довежда до пълен затворен кръг, за да спори още веднъж върху личното прераждане, което може да бъде може да се осъществи само чрез връзката между мъж и жена (и, както той изтъква понякога, мъж и мъж). Любовта и личните взаимоотношения са темите, които правят този роман едно цяло. Лорънс изследва широк спектър на различни типове взаимоотношения. Читателят вижда бруталната, затормозяваща връзка между Мелърс и неговата съпруга Бърта, която го наказва чрез правенето на спънки на неговото удоволствие. Има и човек на име Томи Дюкс, който няма връзка, защото не може да намери жена, която да уважава интелектуално и в същото време да я намира желана. Има също така и една перверзна, майчинска връзка, която в крайна сметка се развива между Клифърд и г-жа Болтън, неговата обслужваща медицинска сестра, след като Кони си е тръгнала.

### Ум и тяло
Ричард Хогарт твърди, че основния предмет на Любовникът на лейди Чатърли не са сексуалните пасажи, които са обект на такива разпалени дебати, а търсенето на цялостност и пълнота. Ключ към тази цялостност е сближаването между ума и тялото до „тяло без дух е скотско; дух без тяло ...е бягство от нашето дуалистично съществуване.“ Любовникът на лейди Чатърли се фокусира върху непоследователността от това да живееш живот с „всичкия си“, който Лорънс е видял като особено често срещано измежду младите членове на аристократичните класи, както в описанието му на „експерименталните любовни афери“ на Констанс и нейната сестра Хилда в тяхната младост:
Така че те бяха дали подарък от себе си, всяки от младежа, с когото имаше най-фините и интимни спорове. Споровете, дискусиите са голямо нещо: любенето и близостта са само вид примитивна реверсия и малко анти-кулминация.
Контраста между духа и тялото може да бъде видяна в неудовлетвореността, която всеки е имал с предишните си връзки: липсата на интимност между Констанс и нейният съпруг, който е с „всичкия си“ и изборът на Мелърс да живее отделно от съпругата си, поради нейната „скотска“ сексуална натура. Тази неудовлетвореност ги води към връзка, която се изгражда много бавна и е изградена на базата на нежност, физическа страст и взаимно уважение. Така, както връзката между лейди Чатърли и Мелърс се развива, те научават повече за взаимодействието между ума и тялото; тя научава, че сексът е повече от срамен и разочароващ акт, а той научава за духовните предизвикателства, които се пораждат от физическата любов.
Невро-психоаналитикът Марк Блечнър идентифицира „феномена Лейди Чатърли“, при който един и същ сексуален акт може да повлие на хората по различен начин в различни моменти, в зависимост от тяхното субективно възприятие. Той базира това свое наблюдение на пазажа, в който лейди Чатърли смята, че е скъсала с Мелърс и разсъждава пренебрежително за сексуалния акт: „И този път пронизващият екстаз на нейната собствена страст не успява да я сломи; тя лежи с ръце, отпуснати върху нейното стремящо се тяло и правейки каквото може, нейният дух сякаш търсеше от върха на нейната глава, а границата на неговата задница изглеждаха за нея абсурдно, и един виж тревожност от това неговият пенис да дойде но неговата малка евакуационна криза изглеждаше нелепо. Да, това беше любов, това смешно подскачане на задни части, и увяхването на бедния, незначителен, влажен, малък пенис.“ Малко след това те правят любов отново и този път тя преживява огромно физическо и емоционално участие: „И сякаш тя е като море, нищо друго освен издигащи се черни вълни, издигащи се в мъртво вълнение, така че бавно нейната тъмнина се превръща в движение и тя е океан, люшкащ своята черна, няма маса.“

### Класова система и социален конфликт
Освен очевидното сексуално съдържание на книгата, Любовникът на лейди Чатърли също така представя някои аспекти на Британски социален контекст от началото на ХХ век. Например, социалната несигурност на Констанс, произлизащо от това, че е издигната в горната част на средната класа, на фона на социалната самоувереност на сър Клифърд, става още по-очевидна в пазажи като следният:
Клифърд Чатърли беше в по-висшата класа отколкото Кони. Кони беше от добре-справящата се интелигенция, но той беше аристократ. Не от кой знае какъв сой, но все пак аристократ. Неговият баща беше баронет, а неговата майка беше дъщеря на виконт.
Налице са и признаци на недоволство и възмущение в минните работници от Tevershall, въглекопачите, срещу Клифърд, който притежава мините. По времето когато Клифърд и Кони се преместват в Wragby Hall, недвижимост, собственост на бащата на Клифърд в Нотингамшир, въглищната индустрия в Англия изглежда в упадък, при все, че въглищната шахта все още е значима част в живота на съседния град Tevershall. Отпратки към концепциите за анархизма, социализма, комунизма, и капитализма се пропиват в книгата. Стачен съюз са постоянна грижа в Wragby Hall. Един спор между Клифърд и Кони го показва:
„O, Господи!“, казва Кони. „Само ако нямаше повече стачки!“

„И каква ще е ползата от поредната стачка! Просто ще досъсипе индустрията, това което е останало от нея; дори и совите започнаха да го виждат!“

„Може би те не искат да съсипят индустрията“, казва Кони.

„О, не говори като жена! Индустрията пълни стомасите им, дори и да не може да пълни собствените си джобове (на индустрията)“ казва той, използвайки завъртания на речта, която имаше странния носов говор на госпожа Болтън.
Най-очевидният социален контраст, обаче, е аферата на една жена от аристокрацията (Кони) с мъж от работническата класа (Мелърс). Марк Шорър, американски писател и литературен критик, разглежда непринудената конструкция в творбите на Д. Х. Лорънс на забранената любов между жена в относително високопоставено социално положение, която е привлечена от „аутсайдер“ (мъж с по-нисък социален ранк или чужденец), при която жената или устоява на импулса или му се отдава in which. Шорър вярва, че двете възможности са въплътени съответно в ситуацията, в която Лорънс е роден и тази, при която Лорънс се е оженил, като по този начин стават любима тема в неговото творчество.
Свойско за голяма част от творчеството на Лорънс е и близкото присъствие на въгледобива. Докато той има по-директна роля в Синове и любовници и във Влюбени жени, той простира своето влияние също така и върху Любовникът на лейди Чатърли. Бащата на Лорънс собствено е бил миньор, и авторът е свойски запознат с находищата в региона на Дарби/Нотс, като си спомним, че е роден в Ийстууд, Нотингам. Значението на въглищата в основата на романите на Лорънс не може да бъде преиначавано, когато разглеждаме неговото третиране на социалните въпроси. Упражняващите тежка, опасна и застрашаваща здравето трудова дейност, обхванати от профсъюзите и самоподдържащи се рудникаро-селски общонсти в Британия са били пристан на все по-широкопроникващите класови бариери, отколкото е бил случаят в други отрасли (например, вижте глава втора от Пътят към Уигън Пиър на Джордж Оруел.) Те са и центрове на широкоразпостранена неконформистка (не-Англиканската Протестантска) религия, която е склонна да поддържа особено отричащи възгледи по въпроси като прелюбодеянието.